# Neobuxbaumia polylopha
Neobuxbaumia polylopha är en kaktusväxtart som först beskrevs av Dc., och fick sitt nu gällande namn av Curt Backeberg. Neobuxbaumia polylopha ingår i släktet Neobuxbaumia och familjen kaktusväxter. Inga underarter finns listade i Catalogue of Life.

## Bildgalleri

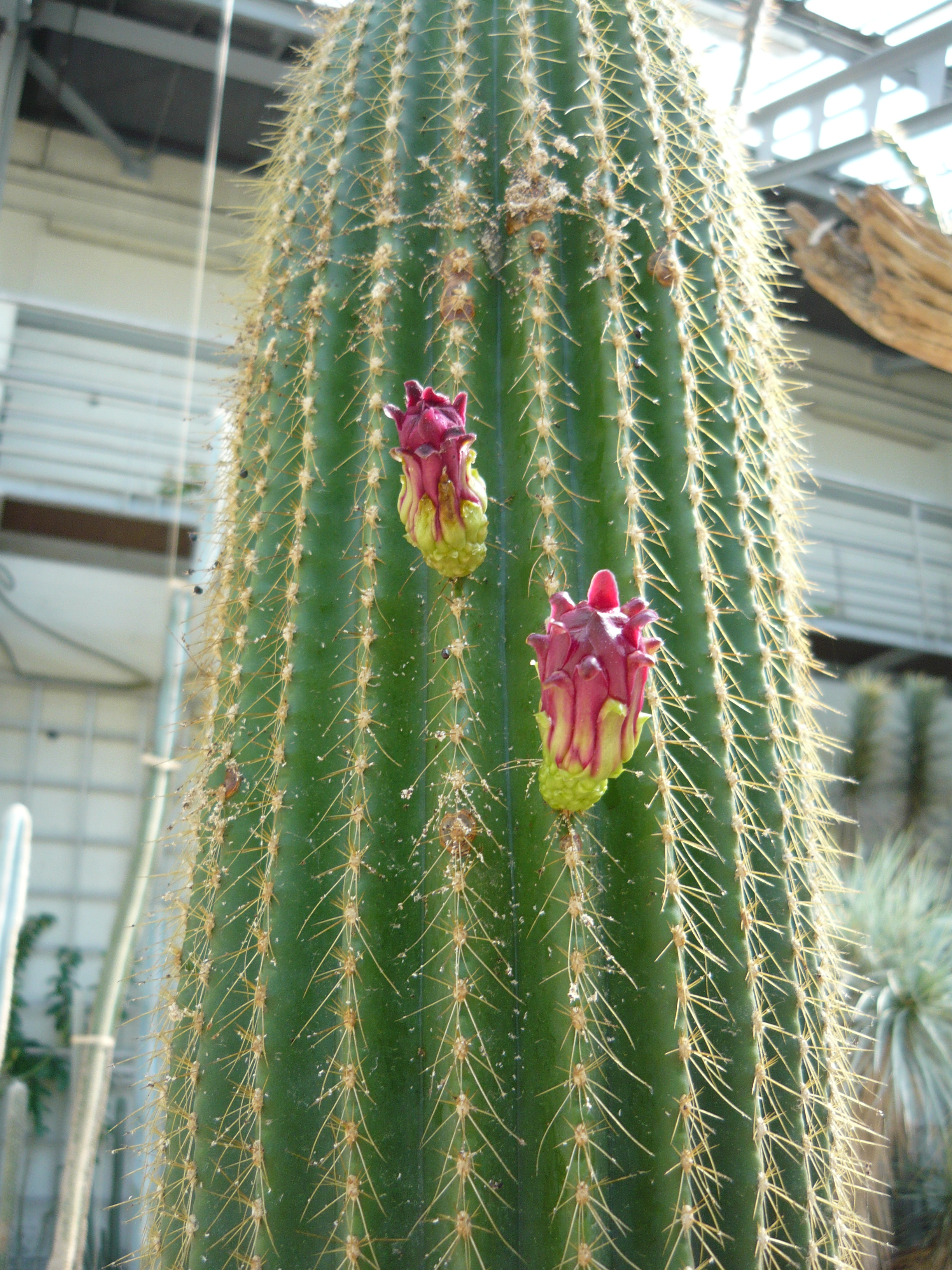
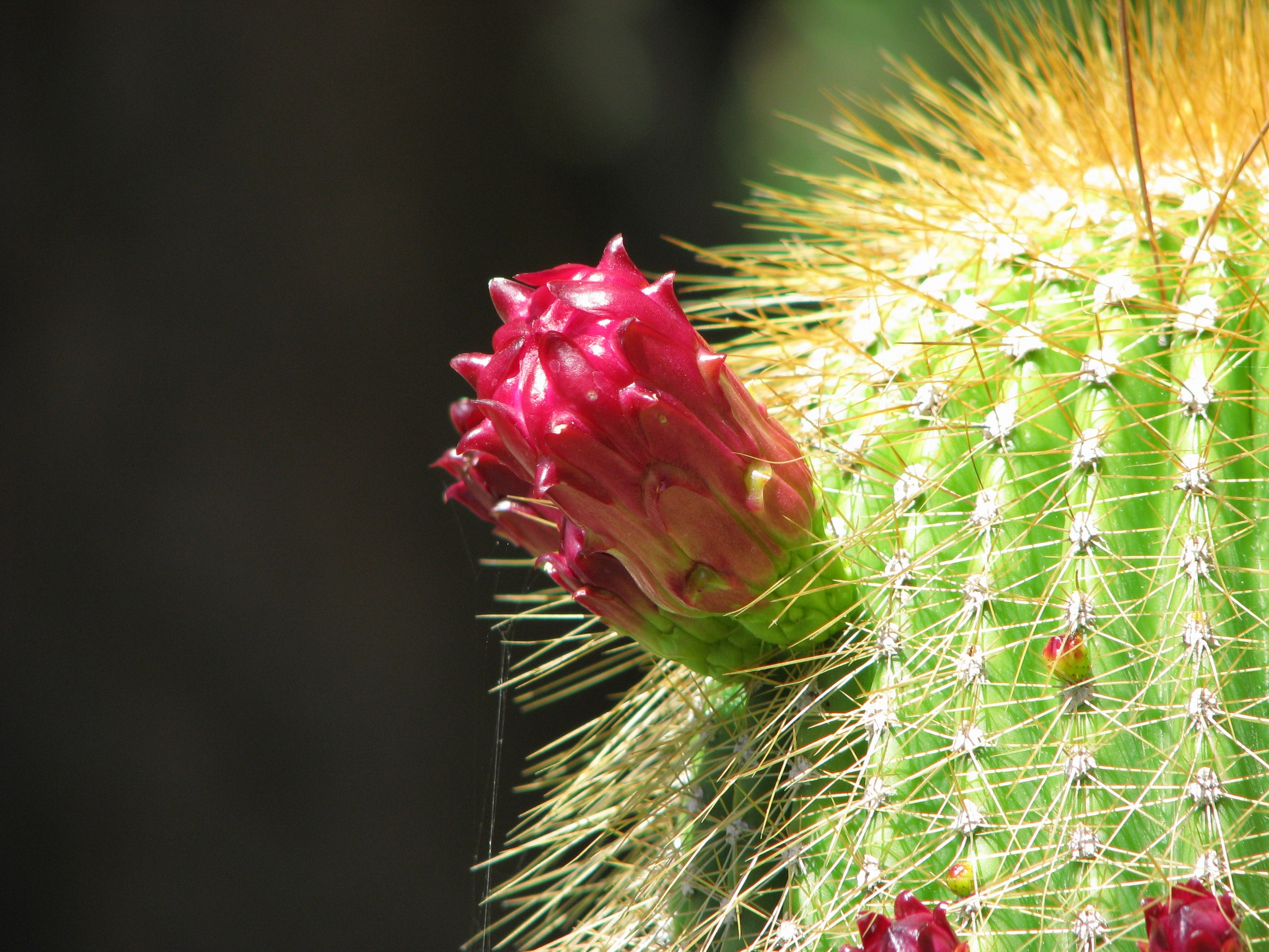
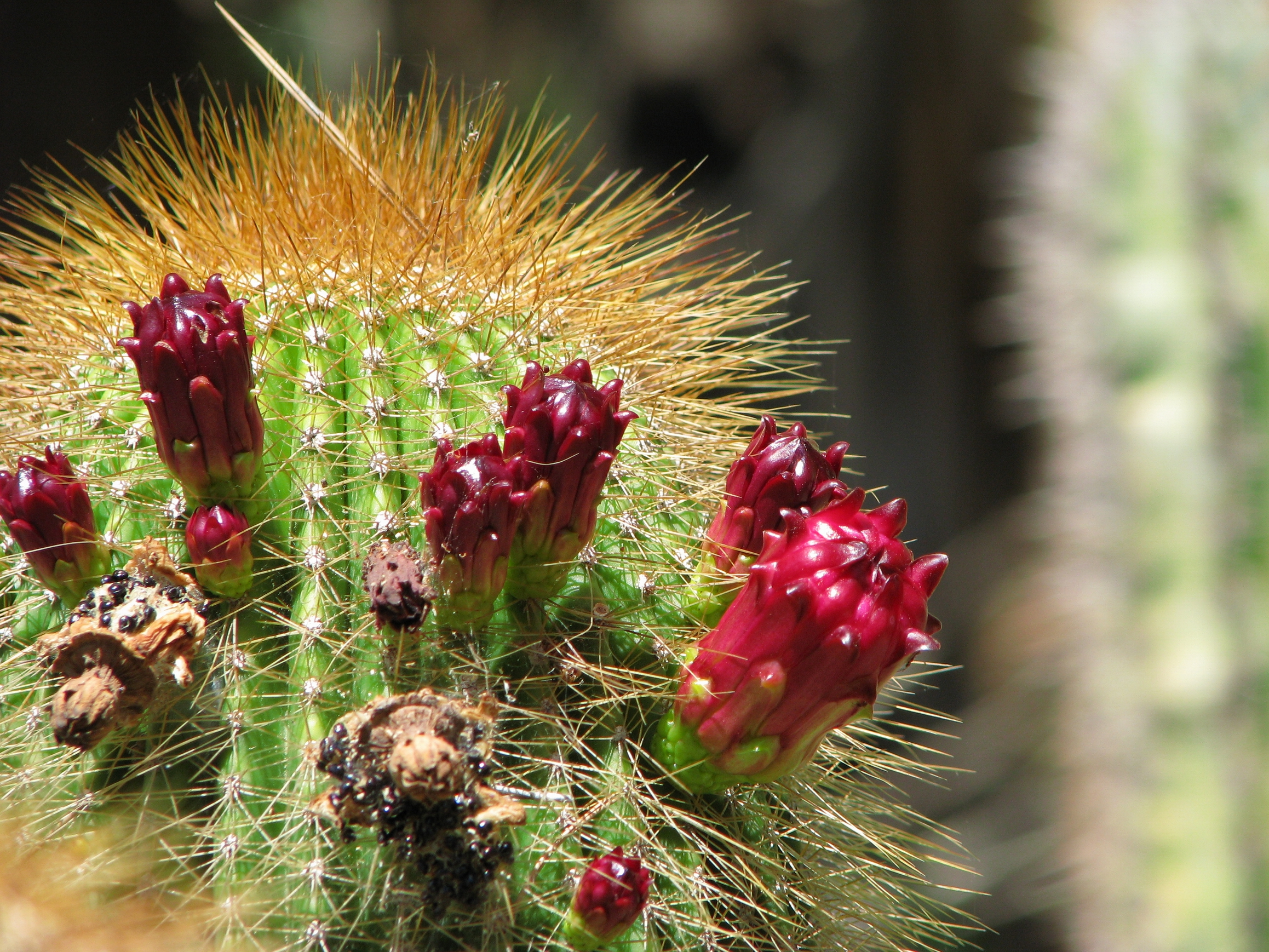
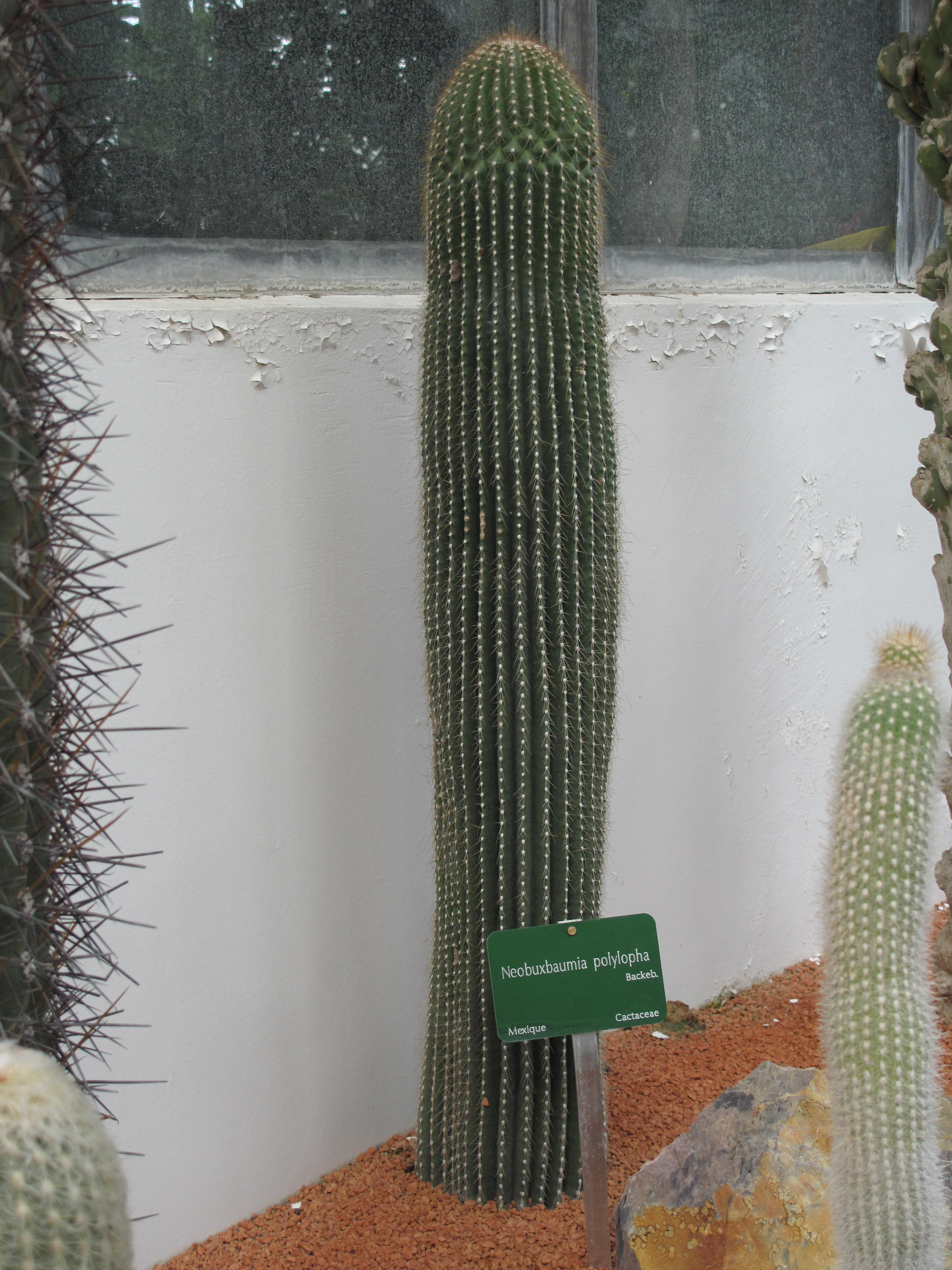
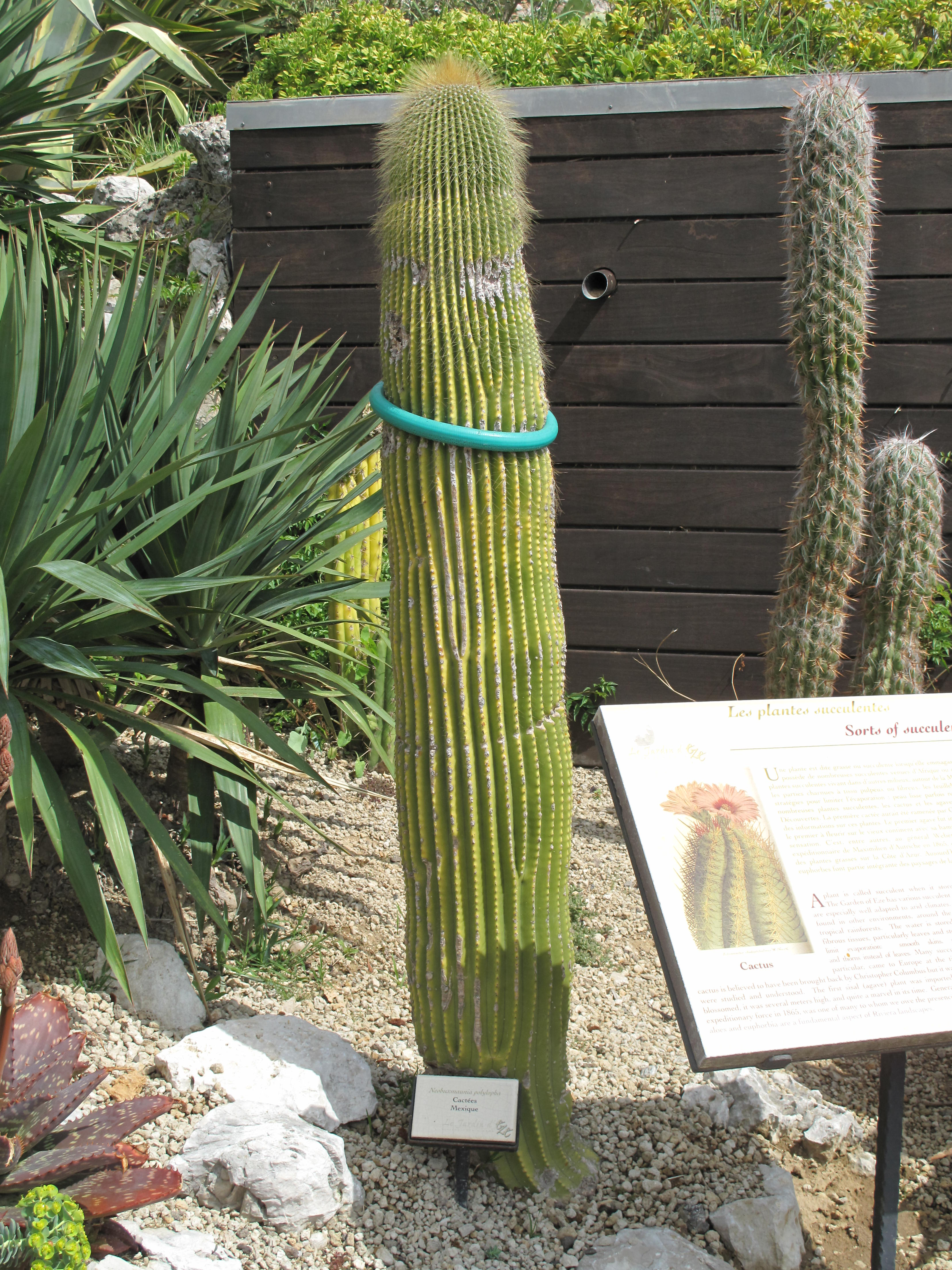
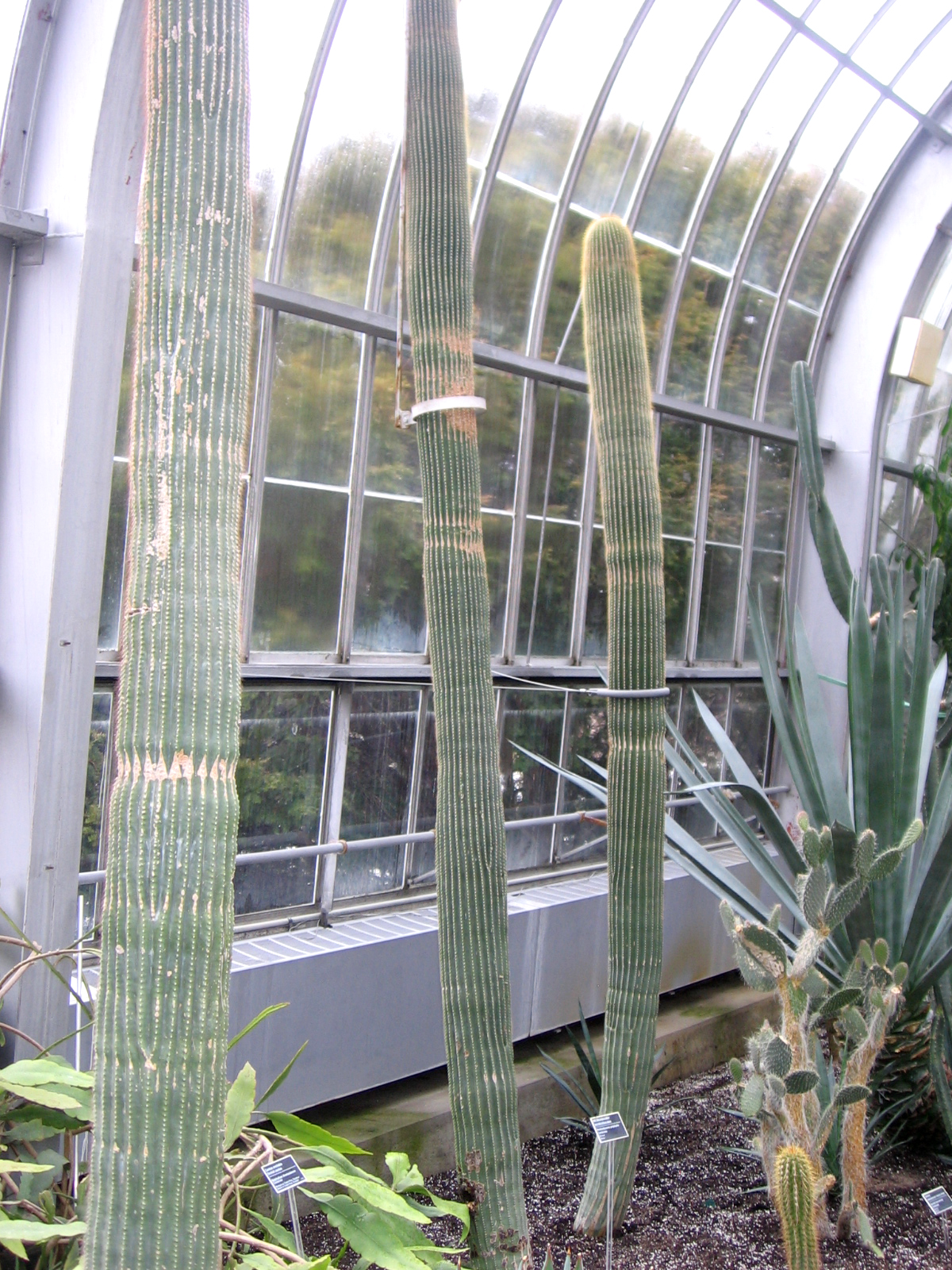